# Taquipneia transitória do recém-nascido
A taquipneia transitória do recém-nascido é uma patologia associada ao sistema respiratório que pode ser observado no recém-nascido logo após o nascimento. É causada pela não expulsão adequada de fluido pulmonar em decorrência do parto.  É o tipo mais comum de desconforto respiratório em neonatos nascidos a termo. A taquipneia consiste em um período de respiração rápida (acima da faixa normal de 30-60 inspirações por minuto). Em geral, a condição é resolvida dentro de 1 a 3 dias. O tratamento pode envolver oxigenoterapia e administração de antibióticos.
A taquipneia transitória do recém-nascido ocorre em aproximadamente 1 em 100 bebês prematuros e entre  3,6 e 5,7 em 1000 bebês nascidos a termo. É mais comum em bebês de idade gestacional acima de 35 semanas nascidos por cesárea eletiva (isto é, realizada fora de trabalho de parto).